# Conacul Golescu-Grant

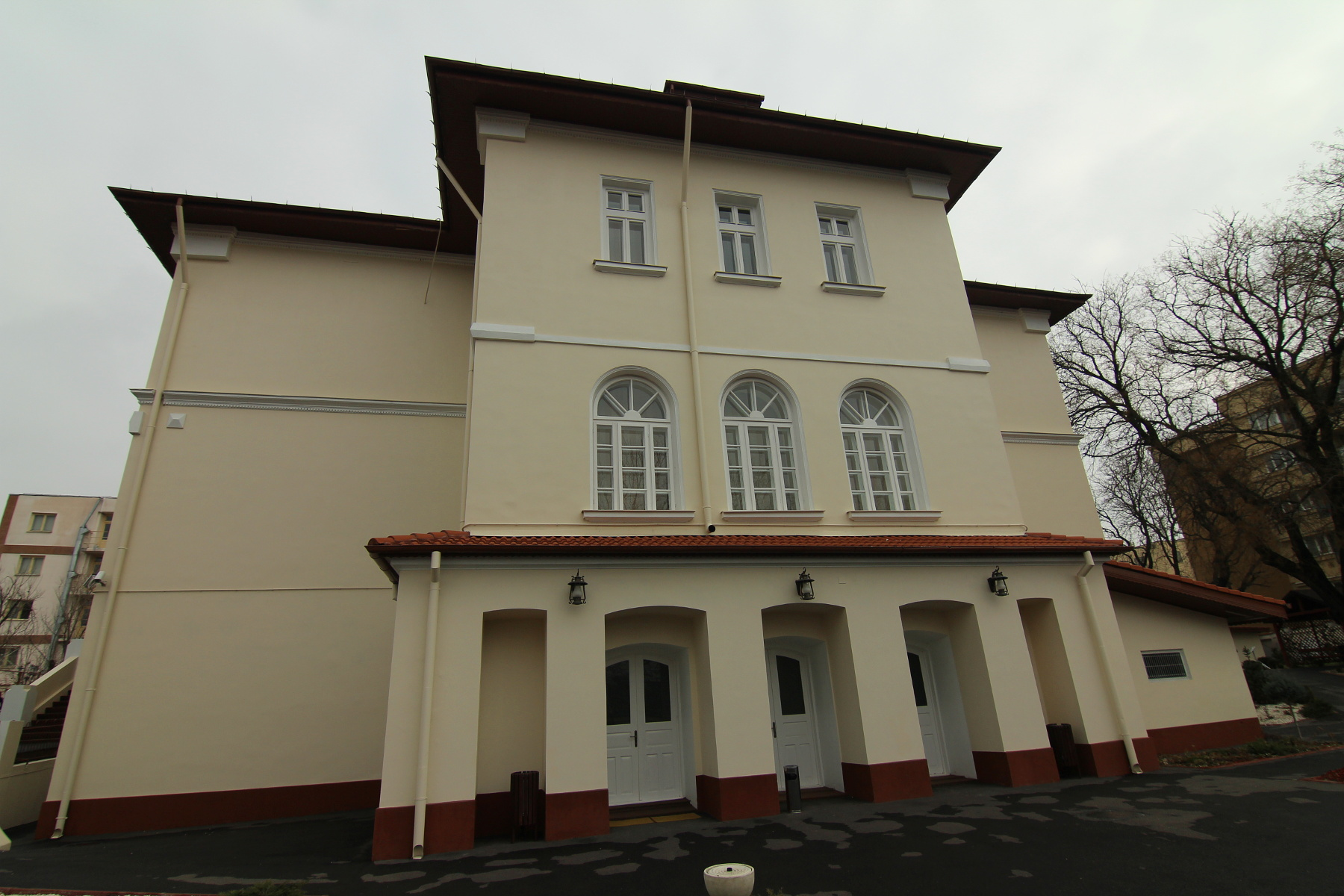
Conacul Golescu-Grant

Conacul Golescu-Grant este fosta reședință a lui Dinicu Golescu, astăzi monument istoric (cod LMI B-IV-m-B-20955), cunoscut de-a lungul timpului sub numele de Palatul Belvedere, Casa cu Turn și Conacul Golescu-Grant. 
Reședința a fost construită în 1814, iar în anul 1827, moșia și casa sunt lăsate ca zestre fiicei sale, Anei Golescu, căsătorită cu Alexandru Racoviță. În 1830, aceștia au transformat reședința în pension pentru fetele boierilor avuți. Zoe Racoviță, fata celor doi, va moșteni în 1850 când se va căsători cu Effingham Grant, moșia lui Dinicu Golescu, Grădina Belvedere, și conacul aferent.